# پاوئو توخولسکی
پاوئو توخولسکی (لهستانی: Paweł Tucholskia؛ زادهٔ ۶ فوریه ۱۹۶۹) بازیگر اهل لهستان است.
از فیلم‌ها یا مجموعه‌های تلویزیونی که وی در آن‌ها نقش داشته‌است، می‌توان به خانه، طایفه، در خوشی و سختی، سال‌های شیرین، خانه کشیش، خودِ زندگی، ع چون عشق، در خیابان سپولنی، کارآگاهان جنایی، پیت‌بول، پرستار کودک، ورای تخت جراحی، تیم، رنگ‌های خوشبختی، قانون حقیقی، گوش آقای رئیس، تاج پادشاهان، اصل لذت و مفقودشدگان اشاره نمود.